# Бромоприд
Бромоприд (Bromopride) — 4-Амино-5-бром-N- (2-N, N-диэтиламиноэтил)-2-метоксибензамид.
Синонимы: Бимарал, Ablex, Anausine, Antemex, Bimaral, Bromil, Digesan, Emedian, Emepride, Lemetic, Mepramide, Modulan, Opridan, Pridecil, Viaben, Viadil и др.

## Общая информация
По структуре и действию близок к метоклопрамиду. Химически отличается лишь наличием атома Br вместо Cl в положении 5 бензольного ядра.
По показаниям к применению также близок к метоклопрамиду.
Назначают главным образом при тошноте и рвоте, связанных с расстройствами желудочно-кишечного тракта (понижение тонуса желудка и кишечника, отрыжка, метеоризм и др.), при гастрите, дискинезии жёлчных путей и др.
Принимают внутрь по 1 капсуле (10 мг) 3 раза в день перед едой; в более тяжёлых случаях — по 2 капсулы 3 раза в день.
Может применяться в виде суппозиториев (по 20 мг) 1—2 раза в день, а также внутримышечно или внутривенно по 1 ампуле (10 мг) 1—2 раза в день.

## Форма выпуска
Формы выпуска: капсулы по 0,01 г (10 мг) в упаковке по 60 штук; суппозитарии для детей по 0,01 г (10 мг) и для взрослых по 0,02 г (20 мг); 0,5% раствор в ампулах по 2 мл (10 мг в ампуле).